# Emil Krause (konstnär)
Axel Emil Krause, född 14 april 1871, död 11 april 1945,, var en dansk konstnär.

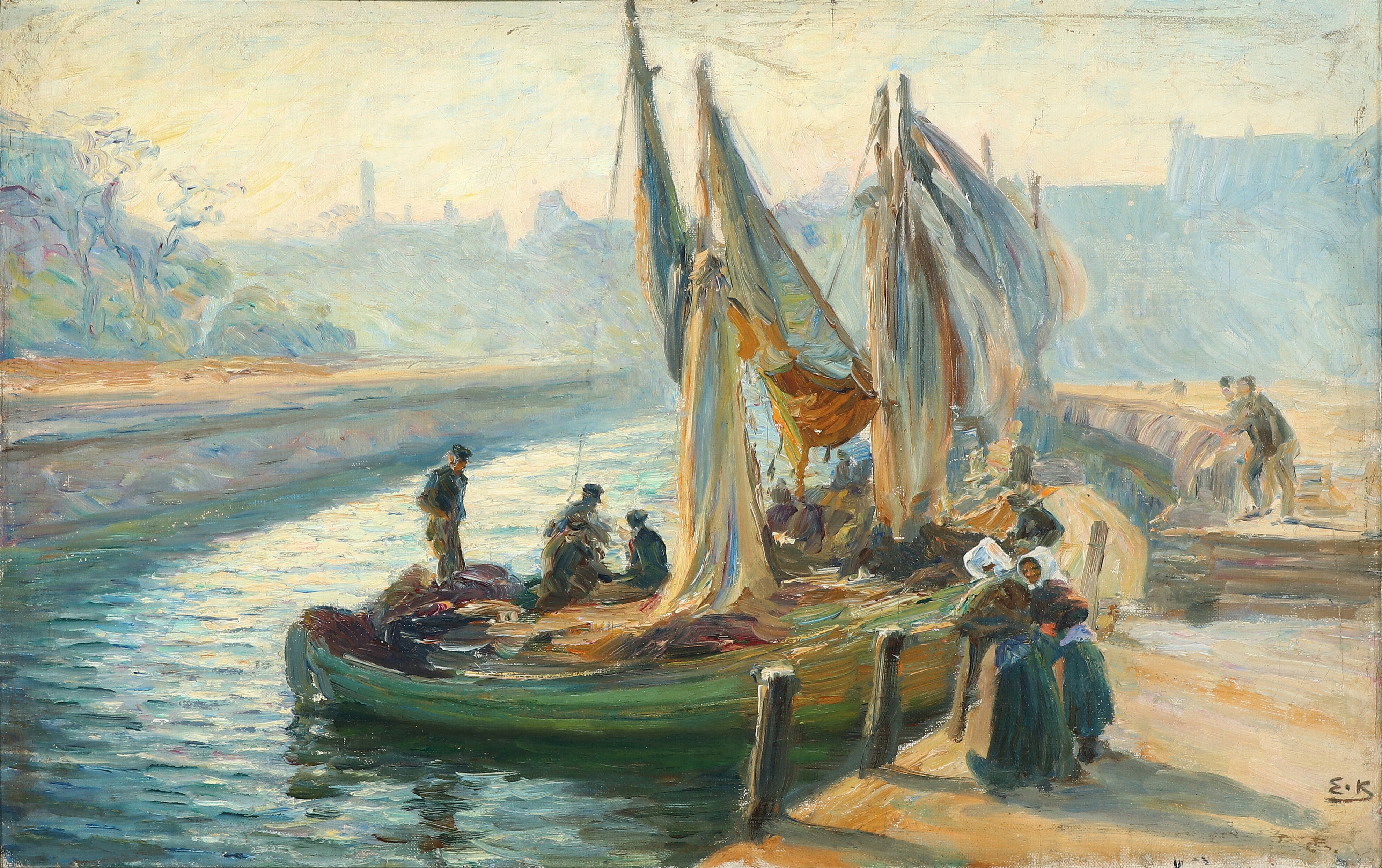
Parti med fiskebåtar vid Gl. Strand.

Krause har målat interiörer, genrebilder och porträtt (bland annat av hustrun 1904). Krause framträdde även som etsare. Flera av sina motiv hämtade han från Köpenhamns äldre kvarter, och hans blad blev högt uppskattade för sina intensiva ljusverkningar. Krause utgav Byen paa Kryds og Tværs, København i Tegninger og Vers (1928).